# Кисловский сельский совет (Харьковская область)
Кисловский сельский совет — входит в состав Купянского района Харьковской области Украины.
Административный центр сельского совета находится в селе Кисловка.

## История
- 1923 — дата образования.
- .2022 - были окупированы

В декабре освобожденно село Кисловка

## Населённые пункты совета
- село Кисловка
- село Котляровка
- село Крахмальное
- село Табаевка

### Ликвидированные населённые пункты
- село Русановка